# Verfassungsreferendum in Ruanda 2015

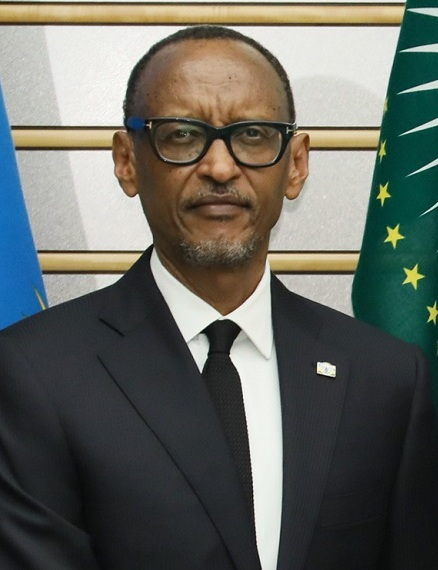
Paul Kagame ist seit 22. April 2000 amtierender Präsident Ruandas und Vorsitzender der Ruandischen Patriotischen Front

Das Verfassungsreferendum in Ruanda 2015 wurde am 18. Dezember abgehalten. Die vorgeschlagene Verfassungsänderung, die dem Präsidenten weitere Amtszeiten ermöglichen und die Dauer einer Amtszeit ab 2024 von sieben auf fünf Jahre reduzieren sollte, wurde mit 98,3 % der Wählerstimmen angenommen.

## Hintergrund
Nach dem Völkermord an den Tutsi im Jahr 1994 regierte die Ruandische Patriotische Front unter Führung Paul Kagames Ruanda. Seit 22. April 2000 amtierte Kagame als gewählter Präsident des Landes. Stand 2015 war nach Artikel 101 der Verfassung die maximale Amtszeit des Präsidenten Ruandas auf zwei siebenjährige Amtsperioden begrenzt. Kagame war somit ein Antreten bei der Präsidentschaftswahl 2017 und eine dritte Amtszeit zu dem Zeitpunkt nicht möglich.

## Verlauf
Eine Petition, die 3,7 Millionen Unterschriften sammelte, forderte daher eine Verfassungsänderung. Als Gründe wurde unter anderem der wirtschaftliche Erfolg unter Kagame angegeben. Die Unterschriftenzahl entsprach einem Anteil von mehr als 60 % der Wählerstimmen. Kritiker bezeichneten die Petition jedoch als Kampagne der Regierungspartei, bei der Ruander unter Druck gesetzt und mehrfache Unterschriften abgegeben worden sein sollen.
Eine Verfassungsänderung benötigte die Zustimmung von mindestens 75 Prozent in beiden Häusern (der Abgeordnetenkammer und dem Senat) sowie ein Verfassungsreferendum. Der Senat akzeptierte den Entwurf für die Verfassungsänderung im November 2015.
Das Datum für das Referendum wurde bei einer Kabinettssitzung am 8. Dezember 2015 auf den 18. Dezember festgelegt. Im Ausland lebende Ruander sollten bereits am 17. Dezember abstimmen können. Für die Annahme des Referendums wurde eine einfache Mehrheit benötigt. Bei Annahme der Verfassungsänderung des Artikels 101 würde diese dem seit 2000 amtierenden Präsidenten Paul Kagame ermöglichen potentiell für weitere Amtszeiten bis 2034 zu regieren. Die Dauer einer Amtszeit würde ab 2024 von sieben auf fünf Jahre reduziert werden.

## Reaktionen
Die oppositionelle Demokratische Grüne Partei Ruandas (DGPR) klagte erfolglos vor dem Obersten Gericht gegen das Referendum. Die Partei kritisierte zudem die sehr knappe Frist von wenig mehr als einer Woche zwischen Ankündigung und Abhaltung des Referendums, die keine Zeit für Wahlkampf ließe.
Vertreter der Vereinigten Staaten und der Europäischen Union kritisierten das Vorhaben und warnten, dass dieses die demokratischen Prinzipien des Landes untergrabe. Kagame kritisierte daraufhin die Einmischung „anderer Länder“ in die inneren Angelegenheiten Ruandas.

## Ergebnis
Das Verfassungsreferendum wurde mit 98,3 % der Stimmen angenommen. Angesichts des deutlichen Ergebnisses erklärte sich Kagame bei der Präsidentschaftswahl 2017 bereits am ersten Tag des Wahlkampfs zum Sieger.
| Wahl                | Stimmen   | %     |
| ------------------- | --------- | ----- |
| Pro                 | 6.157.922 | 98,30 |
| Kontra              | 105.260   | 1,70  |
| Ungültig            | 22.171    | –     |
| Summe               | 6.285.353 | 100   |
| Registrierte Wähler | 6.392.867 |       |